# Philothamnus carinatus
Philothamnus carinatus är en ormart som beskrevs av Andersson 1901. Philothamnus carinatus ingår i släktet Philothamnus och familjen snokar. Inga underarter finns listade i Catalogue of Life.
Denna orm förekommer i västra, centrala och östra Afrika från Guinea-Bissau till Kenya och söderut till Angola. Honor lägger ägg.